# Супа
Супата (на френски: soupe) е ястие с преобладаваща течна част. За основа служат бульони, мляко – прясно или кисело, плодови, зеленчукови и зърнени отвари, зелев сок. В течната част на супите са разтворени вкусови, багрилни и ароматични вещества, които възбуждат апетита и спомагат за подобряване усвояемостта на храната и по такъв начин оказват положително влияние върху дейността на храносмилателния апарат на човека. По обем течната част неколкократно превишава плътната част на супата. От своя страна плътната част на супата е основният носител на хранителни вещества. Тя може да бъде във вид на дребно нарязани парчета, едри парчета (при варено) или пасирана. За приготвянето на супите се използват различни хранителни продукти – месо, риба, птици, зеленчуци, зърнени бобови продукти, тестени изделия, плодове, мляко, брашно, яйца и редица подправки. Наименованието си супите получават от хранителния продукт или хранителните продукти, които преобладават в нея. Например супа от боб, картофена супа, зеленчукова супа и т.н.
Част от супите се приготвят, без да се прилага топлинна обработка. Такива са супите с разредено кисело мляко и зелев сок. Останалите супи се приготвят чрез топлинна обработка на хранителните продукти. Най-често се използва варене, но в много случаи се прилага и предварително задушаване на зеленчуците. По-рядко се използват пържене (при приготвяне на запръжки, оцветители, притурки) и печене (за приготвяне на притурки).
За да се подобрят структурата на супите и външният им вид, както и да се повиши хранителнта им стойност, като съставки на супите обикновено се използват запръжки и застройки. Като подправки служат обикновен магданоз, джоджен, чубрица, чесън, хрян, лимон, дафинов лист, бахар и др. Подправките дооформят вкуса на супата. Добавянето в някои случаи на краве масло подобрява вкуса и хранителната стойност на супата.
За подобряване на външния вид често се използва запържена с моркови мазнина, която е оцветена от извлечените от тях багрилни вещества.

## Видове супи
Супите се подразделят въз основа на различни признаци – температура на поднасяне, външен вид, вкус. В зависимост от температурата се делят на студени и топли.
Студените супи се поднасят с температура 12 – 14 °С, а топлите 65 – 70 °С.
Студените супи се разделят на кисели и сладки, а топлите – на бистри и небистри.
Студени супи се приготвят от кисело мляко, зелев сок, хлебен квас, плодова отвара. Те действуват разхладително и освежаващо, поради което се предлагат през горещите дни.
- Кисели студени супи. Приготвят се от разредено кисело мляко, зелев сок, хлебен квас. За плътна част се използват краставици, праз лук, маруля, зеле. Подправят се с растително масло, сол, червен пипер, чесън, копър, люти пиперки.
- Сладки студени супи. За основа им служат плодови отвари от пресни или сушени плодове или плодови пюрета. Приготвят се по обща технология както топлите плодови супи. Разликата се състои само в това, че преди поднасяне топлите плодови супи се подправят с краве масло или сметана.

Характерното за плодовите супи е, че са сгъстени с нишесте или продукти, богати на скорбяла, като грис, ориз, макаронени изделия. За подправки служат захар, вино – бяло или червено, в зависимост от основния продукт, кори от портокали, лимон, канела, карамфил. Като притурка отделно се поднасят сухи пасти, бисквити, ореховки и др., които могат да се подправят с разбит каймак или сметана.

### Горещи супи
- Зеленчукови супи
  - Щи /рус./ (Шчи, зелева супа)
  - Минестроне
  - Лучена супа
  - Грахова супа

- Месни супи
  - Супа топчета
  - Борш
  - Разсолник
  - Солянка
  - Супи с месо и фиде (или друг вид паста)

- Супи от птици или птичи субпродукти
  - Пилешка супа
  - Супа от птичи карантии (дробчета, сърца, воденички)
  - Супа с гъши (патешки) дроб

- Супи от риба
  - Уха е традиционна руска бистра супа. Приготвя се от различни видове дребна речна риба и хайвер от нея. Бульонът се овкусява с кромид лук, праз лук, целина и магданоз, нарязани на красиви форми. Поднася се гореща с парченца от обезкостената риба, поръсена с дребно нарязан магданоз.
  - Саламура (като солена рибнозеленчукова супа)
  - Буйабес
  - Каллен-скинк
  - Супи от морски дарове

- Гъбени супи
  - Мървеница
  - Харчо

- Супи – сгъстени сосове
  - Крем супа
  - Млечна супа
  - Супа със сирене

### Студени супи
- - Окрошка
  - Таратор
  - Гаспачо

### Традиционни супи на народите
- - Буйабес – френска супа
  - Демикат – словенска супа
  - Кололик – арменска супа
  - Консоме – френска супа
  - Киду – африканска супа от риба
  - Кулеш – украинска супа
  - Мисо – японска супа
  - Супа Окстейл – английска супа
  - Сватбена супа – италианска супа
  - Харчо – грузинска супа
  - Хаш – кавказка говежда супа
  - Чорба – гъста супа с мазнина и млечна застройка и/или яйца – обичайна за балканските и тюркски народи
  - Шого или Хого – китайска, индокитайска и малайзийска супа
  - Шурпа – гъста супа, приготвяна основно сред тюркските народи
  - Фо – виетнамска супа